# جیمز فرگوسن
جیمز فرگوسن (انگلیسی: James Fergusson; ۲۲ ژانویهٔ ۱۸۰۸ – ۹ ژانویهٔ ۱۸۸۶) تاریخ‌نگار معماری اهل اسکاتلند در پادشاهی متحد بریتانیای کبیر و ایرلند بود. او بیشتر به خاطر علاقه‌اش به تاریخ معماری هندی و عتیقه‌جات هندوستان شناخته می‌شود. او در بازشناسی تاریخ هندوستان در قرن نوزدهم شخصیت تأثیرگذاری بود.
او اصلاً یک بازرگان بود و با اینکه تحصیلاتی در زمینهٔ معماری نداشت چندین ساختمان و الگوی تزئیناتی طراحی کرد.
وی همچنین همکار انجمن سلطنتی شده بود.